# Linea principale Nagasaki

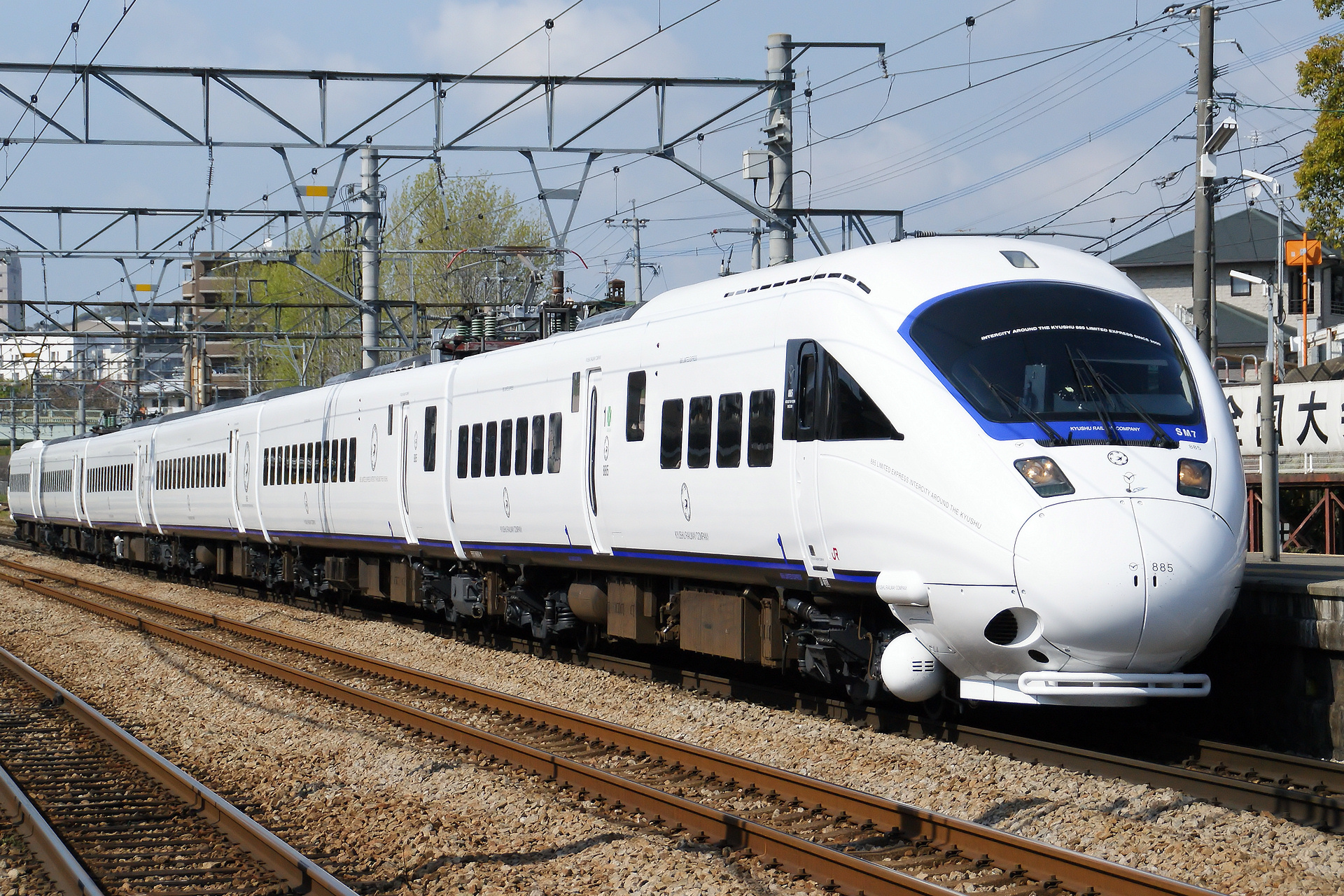
L'espresso limitato "Sonic" per i servizi a lunga distanza fuori dalla linea Shinkansen

La linea principale Nagasaki (長崎本線?, Nagasaki-honsen) è una delle principali ferrovie dell'isola del Kyūshū, in Giappone, gestita dalla JR Kyushu, ed è interamente utilizzata dai collegamenti fra Fukuoka, il principale centro dell'isola e la città di Nagasaki, collegando anche la città di Saga situata lungo il suo percorso. Fra le stazioni di Kikitsu e Urakami è presente un percorso alternativo della linea, ora relegato ai collegamenti locali, poiché la linea negli anni recenti è stata velocizzata con una variante in galleria.

## Caratteristiche
- Operatori e distanze
  - JR Kyushu (servizi e infrastruttura)
    - Tosu - Nagasaki: 125,3 km
    - Kikitsu - Nagayo - Urakami: 23,5 km

  - JR Freight (servizi)
    - Tosu - Nagasaki: 125,3 km
- Stazioni: 41 (comprese le stazioni ad apertura stagionale)
- Doppio binario:
  - Tosu - Hizen-Yamaguchi
  - Isahaya - Kikitsu
  - Urakami - Nagasaki
- Elettrificazione: Tosu - Nagasaki (20kV CA 60 Hz)
- Segnalamento ferroviario: Automatico
- Centro per il controllo centralizzato del traffico: Hakata

La ferrovia è a binario singolo fra Kashima e Nagasaki a causa della complicata orografia e del percorso lungo la costa che rende il raddoppio del percorso eccessivamente oneroso. Negli ultimi anni è comunque stata realizzata una variante a singolo binario in tunnel fra Isahaya e Urakami via Ichinuno, elettrificata, ed è nota come "nuova linea" (新線). La "vecchia linea" (旧線) invece unisce Kikitsu e Urakami via Nagayo, e prima della variante era utilizzata anche dagli espressi limitati.

## Storia
Nel 1907 l'atto di nazionalizzazione della rete ferroviaria rese la preesistente linea Ariake parte delle ferrovie dello stato, e venne attivata l'estensione fra Tosu e Isahaya via Kashima. Allo stesso tempo venne creataanche una linea fra Kikitsu e Urakami per arrivare, nel 1934 a Nagasaki. Questo comportò il cambio di nome, che divenne quello attuale di linea principale Nagasaki.

## Servizi
Sulla linea corrono diversi tipi di treni: dai regionali locali agli espressi limitati per la media e lunga percorrenza.

### Espressi limitati
- Kamome: Hakata - Nagasaki
- Midori/Huis Ten Bosch: Hakata - Sasebo

Fino al 2008 erano attivi anche dei treni notturni a lunga percorrenza, poi soppressi contestualmente con l'estensione del Kyūshū Shinkansen: 
- Sakura: Tokyo - Nagasaki
- Akatsuki: Kyoto - Nagasaki

### Treni regionali
Il traffico locale utilizza solo porzioni singole della linea, e non tutti i circa 150 km della direttrice. 
- La mattina da Hizen-Nanaura, c'è un diretto per Mojikō (sulla linea principale Kagoshima).
- La nuova linea fra Isahaya e Nagasaki utilizza elettrotreni, ma la vecchia linea, non elettrificata (compresa la linea Ōmura) impiega treni a trazione termica. Il servizio rapido Seaside Liner, pur utilizzando la nuova linea è comunque un treno diesel.
- Il tragitto fra Hizen-Nanaura e Yue, avendo poca richiesta di traffico, ad eccezione delle fasce pendolari vede treni solo per circa 5 ore al giorno.
- Sulla linea Nagasaki vengono effettuati treni senza capotreno (sistema wanman). Per quanto riguarda il materiale rotabile, la linea nuova utilizza gli elettrotreni della serie 817, mentre su quella non elettrificata sono impiegati le KiHa 66, 67 e le 200.

### Traffico merci
I treni merci circolano fra lo scalo merci di Tosu e Nabeshima con tre coppie al giorno. Vengono utilizzate locomotive elettriche della classe ED76.

## Stazioni
Legenda
- Tutti i treni fermano in presenza del simbolo "●", alcuni fermano a "▲". Tutti i treni non fermano se presente il simbolo "｜".
- Le sezioni a doppio binario sono segnalate dal simbolo "∥", le sezioni a binario singolo che permettono l'incrocio dei treni, da "◇", e le sezioni a binario singolo dove l'incrocio non è possibile sono segnate con "｜".

### Nuova variante (via Ichinuno)
- Il "Rapido" si riferisce al Seaside Liner.
- I treni locali fermano a tutte le stazioni. Per informazioni sui treni Kamome e Midori si rimanda all'articolo di riferimento.

| Stazione                  | Giapponese   | Distanza | Distanza | Rapido             | Collegamenti                                                                                       |    | Posizione            | Posizione |
| Stazione                  | Giapponese   | Interst. | Totale   | Rapido             | Collegamenti                                                                                       |    | Posizione            | Posizione |
| ------------------------- | ------------ | -------- | -------- | ------------------ | -------------------------------------------------------------------------------------------------- | -- | -------------------- | --------- |
| Tosu                      | 鳥栖         | -        | 0.0      |                    | Linea principale Kagoshima                                                                         | ∥  | Tosu                 | Saga      |
| Shin-Tosu                 | 新鳥栖       | 2.0      | 2.0      |                    | Kyūshū Shinkansen                                                                                  | ∥  | Tosu                 | Saga      |
| Hizen-Fumoto              | 肥前麓       | 2.2      | 4.2      |                    | | ∥  | Tosu                 | Saga      |
| Nakabaru                  | 中原         | 4.3      | 8.5      |                    | | ∥  | Miyaki, Miyaki       | Saga      |
| Yoshinogari-Kōen          | 吉野ヶ里公園 | 4.6      | 13.1     |                    | | ∥  | Yoshinogari, Kanzaki | Saga      |
| Kanzaki                   | 神埼         | 2.6      | 15.7     |                    | | ∥  | Kanzaki              | Saga      |
| Igaya                     | 伊賀屋       | 4.5      | 20.2     |                    | | ∥  | Saga                 | Saga      |
| Saga                      | 佐賀         | 4.8      | 25.0     |                    | | ∥  | Saga                 | Saga      |
| Nabeshima                 | 鍋島         | 3.0      | 28.0     |                    | | ∥  | Saga                 | Saga      |
| Balloon Saga (stagionale) | バルーンさが | 1.8      | 29.8     |                    | | ∥  | Saga                 | Saga      |
| Kubota                    | 久保田       | 1.6      | 31.4     |                    | Linea Karatsu                                                                                      | ∥  | Saga                 | Saga      |
| Ushizu                    | 牛津         | 2.8      | 34.2     |                    | | ∥  | Ogi                  | Saga      |
| Hizen-Yamaguchi           | 肥前山口     | 5.4      | 39.6     |                    | Linea Sasebo (alcuni treni diretti da/per Tosu)                                                    | ∨  | Kōhoku, Kishima      | Saga      |
| Hizen-Shiroishi           | 肥前白石     | 5.1      | 44.7     |                    | | ◇  | Shiroishi, Kishima   | Saga      |
| Hizen-Ryūō                | 肥前竜王     | 4.7      | 49.4     |                    | | ◇  | Shiroishi, Kishima   | Saga      |
| Hizen-Kashima             | 肥前鹿島     | 5.2      | 54.6     |                    | | ◇  | Kashima              | Saga      |
| Hizen-Hama                | 肥前浜       | 3.0      | 57.6     |                    | | ◇  | Kashima              | Saga      |
| Hizen-Nanaura             | 肥前七浦     | 3.9      | 61.5     |                    | | ◇  | Kashima              | Saga      |
| Hizen-Iida                | 肥前飯田     | 2.1      | 63.6     |                    | | ◇  | Kashima              | Saga      |
| Tara                      | 多良         | 4.1      | 67.7     |                    | | ◇  | Tara, Fujitsu        | Saga      |
| Hizen-Ōura                | 肥前大浦     | 7.9      | 75.6     |                    | | ◇  | Tara, Fujitsu        | Saga      |
| Konagai                   | 小長井       | 6.7      | 82.3     |                    | | ◇  | Isahaya              | Nagasaki  |
| Nagasato                  | 長里         | 2.4      | 84.7     | Da/per linea Ōmura | | ◇  | Isahaya              | Nagasaki  |
| Yue                       | 湯江         | 2.9      | 87.6     | Da/per linea Ōmura | | ◇  | Isahaya              | Nagasaki  |
| Oe                        | 小江         | 3.3      | 90.9     | Da/per linea Ōmura | | ◇  | Isahaya              | Nagasaki  |
| Hizen-Nagata              | 肥前長田     | 4.7      | 95.6     | Da/per linea Ōmura | | ◇  | Isahaya              | Nagasaki  |
| Higashi-Isahaya           | 東諫早       | 2.2      | 97.8     | Da/per linea Ōmura | | ◇  | Isahaya              | Nagasaki  |
| Isahaya                   | 諫早         | 2.6      | 100.4    | ●                  | Linea Ōmura (da/per Nagasaki) Ferrovia di Shimabara                                                | ^  | Isahaya              | Nagasaki  |
| Nishi-Isahaya             | 西諫早       | 2.8      | 103.2    | ▲                  | | ∥  | Isahaya              | Nagasaki  |
| Kikitsu                   | 喜々津       | 3.7      | 106.9    | ●                  | Linea principale Nagasaki (vecchio tracciato) (da/per Isahaya)                                     | ∨  | Isahaya              | Nagasaki  |
| Ichinuno                  | 市布         | 2.5      | 109.4    | ▲                  | | ◇  | Isahaya              | Nagasaki  |
| Hizen-Koga                | 肥前古賀     | 2.9      | 112.3    | ▲                  | | ｜ | Nagasaki             | Nagasaki  |
| Utsutsugawa               | 現川         | 2.5      | 114.8    | ▲                  | | ◇  | Nagasaki             | Nagasaki  |
| Urakami                   | 浦上         | 8.9      | 123.7    | ●                  | Linea principale Nagasaki (vecchio tracciato) (da/per Nagasaki) Tram di Nagasaki: Linea principale | ^  | Nagasaki             | Nagasaki  |
| Nagasaki                  | 長崎         | 1.6      | 125.3    | ●                  | Tram di Nagasaki, Diramazione Sakuramachi                                                          | ∥  | Nagasaki             | Nagasaki  |

### Vecchio tracciato (via Nagayo)
- Tutte le stazioni si trovano nella prefettura di Nagasaki
- Tutti i treni fermano a tutte le stazioni

| Stazione      | Giapponese | Distanza | Distanza | Collegamenti                                                                   |    | Posizione           | Posizione |
| Stazione      | Giapponese | Interst. | Totale   | Collegamenti                                                                   |    | Posizione           | Posizione |
| ------------- | ---------- | -------- | -------- | ------------------------------------------------------------------------------ | -- | ------------------- | --------- |
| Kikitsu       | 喜々津     | -        | 0.0      | Linea principale Nagasaki (nuovo tracciato) (da/per Isahaya)                   | ◇  | Isahaya             |           |
| Higashisono   | 東園       | 3.5      | 3.5      |                                                                                | ｜ | Isahaya             |           |
| Ōkusa         | 大草       | 3.7      | 7.2      |                                                                                | ◇  | Isahaya             |           |
| Honkawachi    | 本川内     | 5.1      | 12.3     |                                                                                | ｜ | Nagayo, Nishisonogi |           |
| Nagayo        | 長与       | 3.1      | 15.4     |                                                                                | ◇  | Nagayo, Nishisonogi |           |
| Kōda          | 高田       | 1.0      | 16.4     |                                                                                | ｜ | Nagayo, Nishisonogi |           |
| Michinoo      | 道ノ尾     | 2.5      | 18.9     |                                                                                | ｜ | Nagayo, Nishisonogi |           |
| Nishi-Urakami | 西浦上     | 1.7      | 20.6     |                                                                                | ｜ | Nagasaki            |           |
| Urakami       | 浦上       | 2.9      | 23.5     | Linea principale Nagasaki (nuovo tracciato) (da/per Nagasaki) Tram di Nagasaki | ◇  | Nagasaki            |           |

## Materiale rotabile
- Serie 783 (Kamome, Midori, Huis ten Bosch)
- Serie 885 (Kamome)
- Serie 811
- Serie 813
- Serie 817
- Serie 415
- KiHa 66/67 (Seaside Liner)
- KiHa 200 (Seaside Liner)

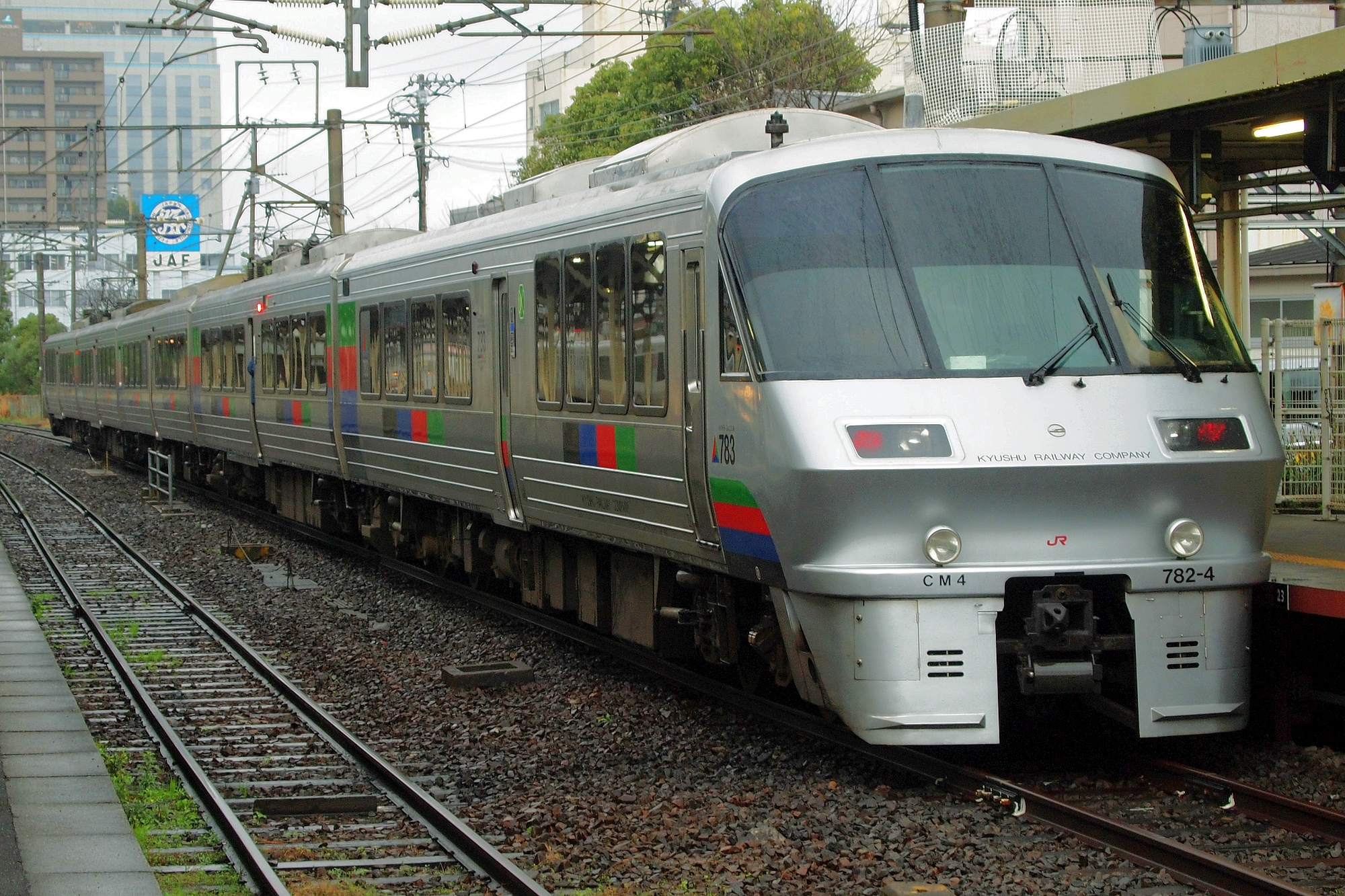
Serie 783
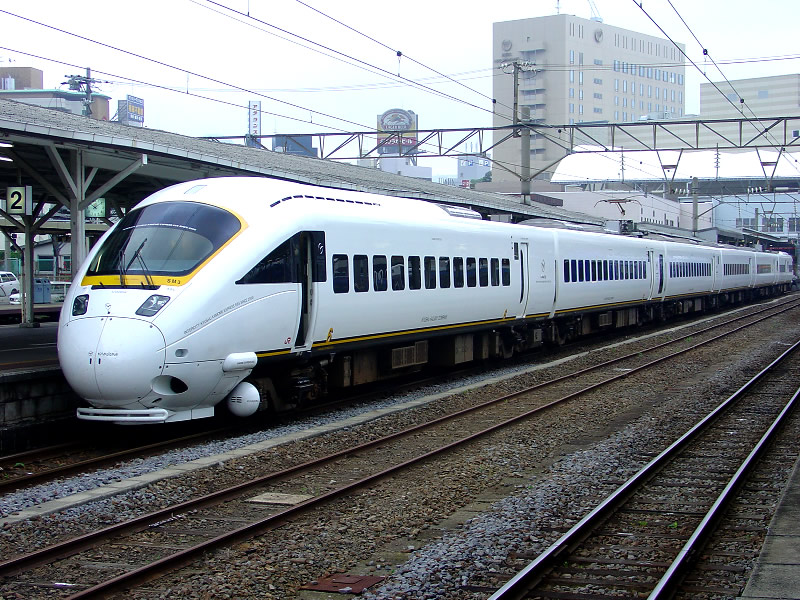
Serie 885
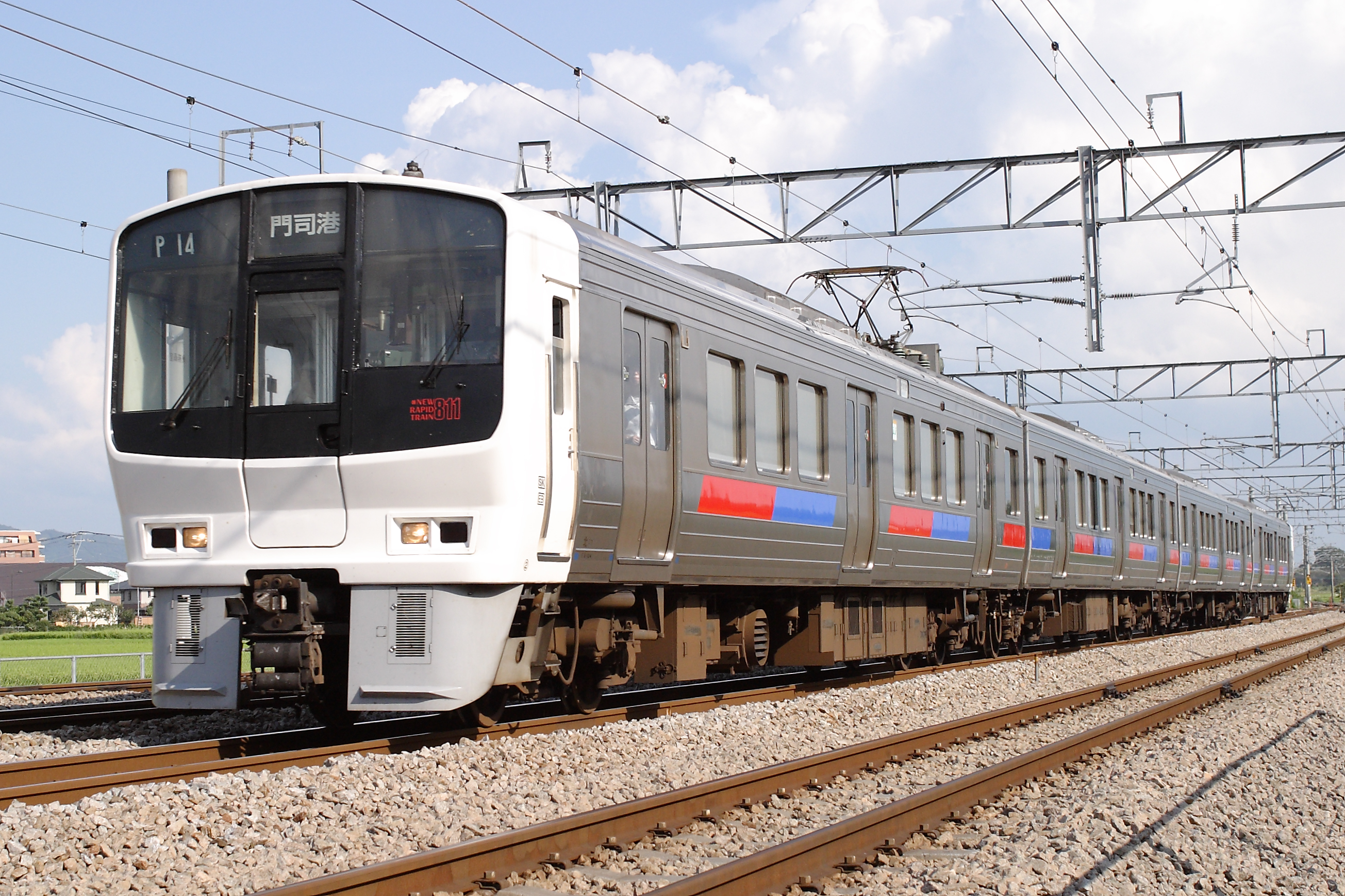
Serie 811
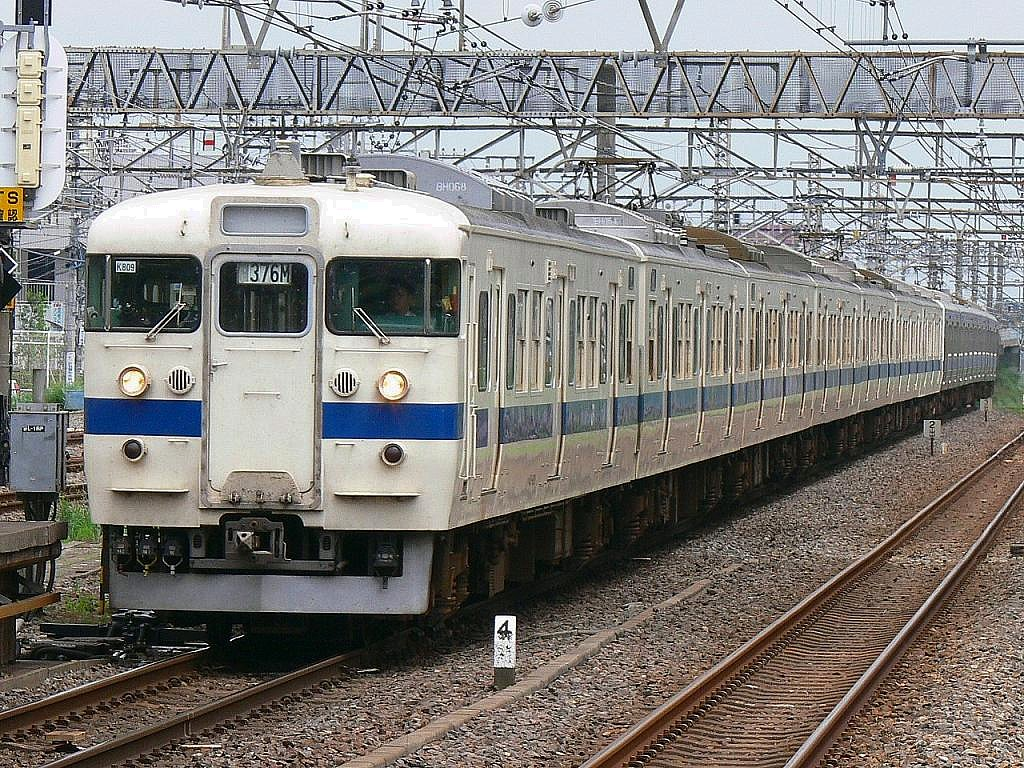
Serie 415